# Apinae

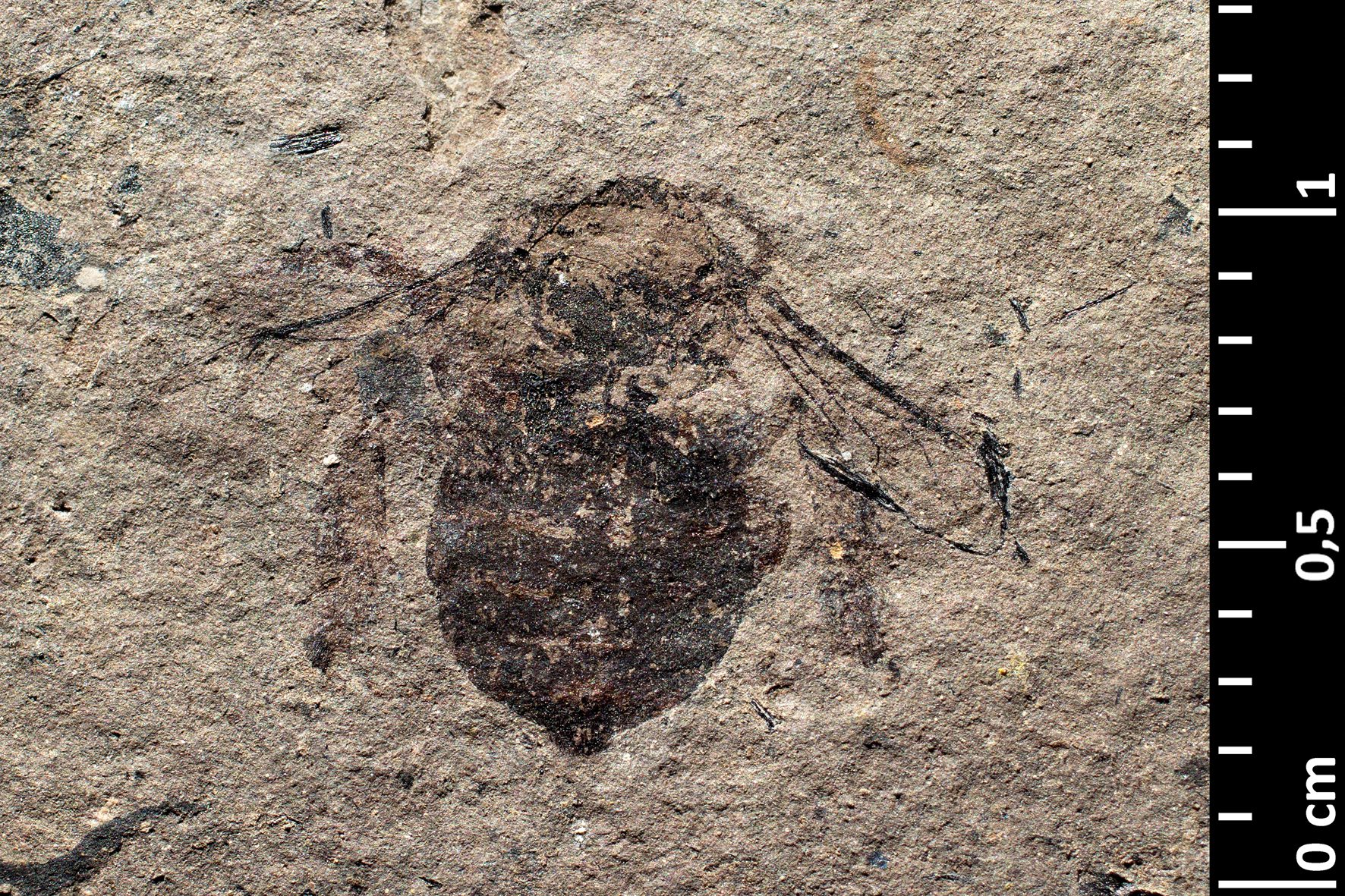
† Paleohabropoda oudardi, holotipo, Paleoceno, tribu Anthophorini

Las apinos (Apinae) son una subfamilia de abejas, que comprende más de 3500 especies en 20 tribus con más de 160 géneros. Se cuentan las Apini o abejas melíferas comunes y los Bombini o abejorros entre otras. Se caracterizan por la posesión de una corbícula, es decir, una adaptación de la tibia posterior adaptada para el almacenamiento y transporte de polen, ausente solo en los machos y  las reinas de algunas especies, y un rastellum, una hilera de cerdas rígidas ubicada junto al ápice de la tibia con la que recolectan el polen en la corbícula.
Los miembros de las tribus Apini, Bombini y Meliponini son sociales, pero la mayoría de las otras tribus tienen abejas solitarias o que presentan rudimentos de socialización.
La clasificación de las Apinae ha variado mucho en época reciente, sobre todo por la constante reclasificación producida por el descubrimiento de nuevas especies.

## Tribus

### TribuAncylaini
- Género Ancyla
- Género Tarsalia

### TribuApini
- Género Apis

### TribuBombini
- Género Bombus

### TribuCentridini
- Género Centris
- Género Epicharis

### TribuCtenoplectrini
- Género Ctenoplectra
- Género Ctenoplectrina

### TribuEmphorini
- Género Alepidosceles
- Género Ancylosceles
- Género Diadasia
- Género Diadasina
- Género Meliphilopsis
- Género Melitoma
- Género Melitomella
- Género Ptilothrix
- Género Toromelissa

### TribuEricrocidini
- Género Acanthopus
- Género Aglaomelissa
- Género Ctenioschelus
- Género Epiclopus
- Género Ericrocis
- Género Hopliphora
- Género Melissa
- Género Mesocheira
- Género Mesonychium
- Género Mesoplia

### TribuEucerini

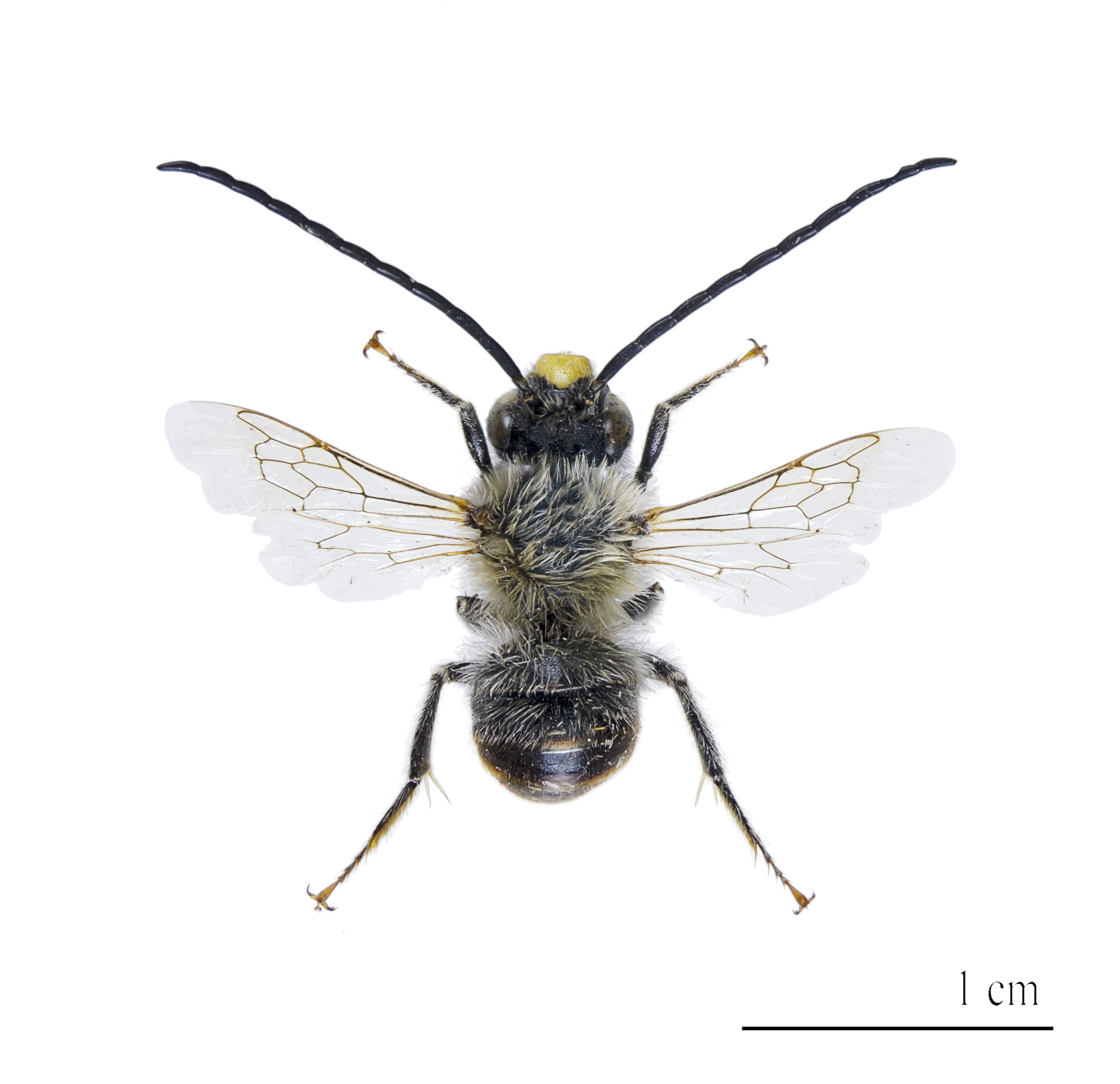
Eucera nigrescens

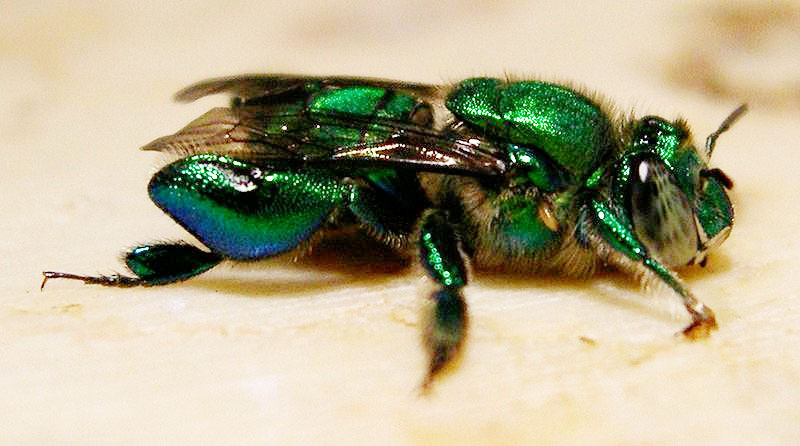
Euglossa sp. macho

- Género Agapanthinus
- Género Alloscirtetica
- Género Canephorula
- Género Cemolobus
- Género Cubitalia
- Género Eucera Eucera nigrescens
- Género Eucerinoda
- Género Florilegus
- Género Gaesischia
- Género Gaesochira
- Género Hamatothrix
- Género Lophothygater
- Género Martinapis
- Género Melissodes
- Género Melissoptila
- Género Micronychapis
- Género Notolonia
- Género Pachysvastra
- Género Peponapis
- Género Platysvastra
- Género Santiago
- Género Simanthedon
- Género Svastra
- Género Svastrides
- Género Svastrina
- Género Synhalonia
- Género Syntrichalonia
- Género Tetralonia
- Género Tetraloniella
- Género Thygater
- Género Trichocerapis
- Género Xenoglossa

### TribuEuglossini
- Género Aglae
- Género Eufriesea
- Género Euglossa
- Género Eulaema
- Género Exaerete

### TribuExomalopsini
- Género Anthophorula
- Género Chilimalopsis
- Género Eremapis
- Género Exomalopsis
- Género Isomalopsis
- Género Teratognatha

### TribuIsepeolini
- Género Isepeolus
- Género Melectoides

### TribuMelectini
- Género Afromelecta
- Género Bombomelecta
- Género Brachymelecta
- Género Melecta
- Género Pseudomelecta
- Género Sinomelecta
- Género Tetralonioidella
- Género Thyreus
- Género Xeromelecta
- Género Zacosmia

### TribuMeliponini

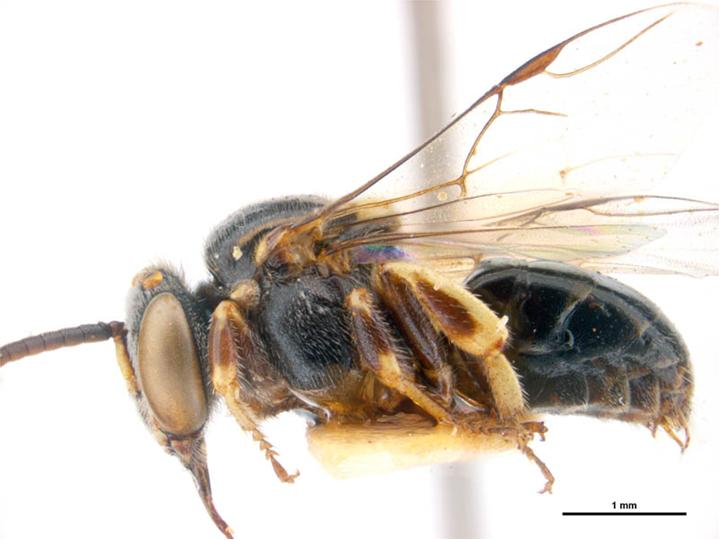
Austroplebeia symei macho

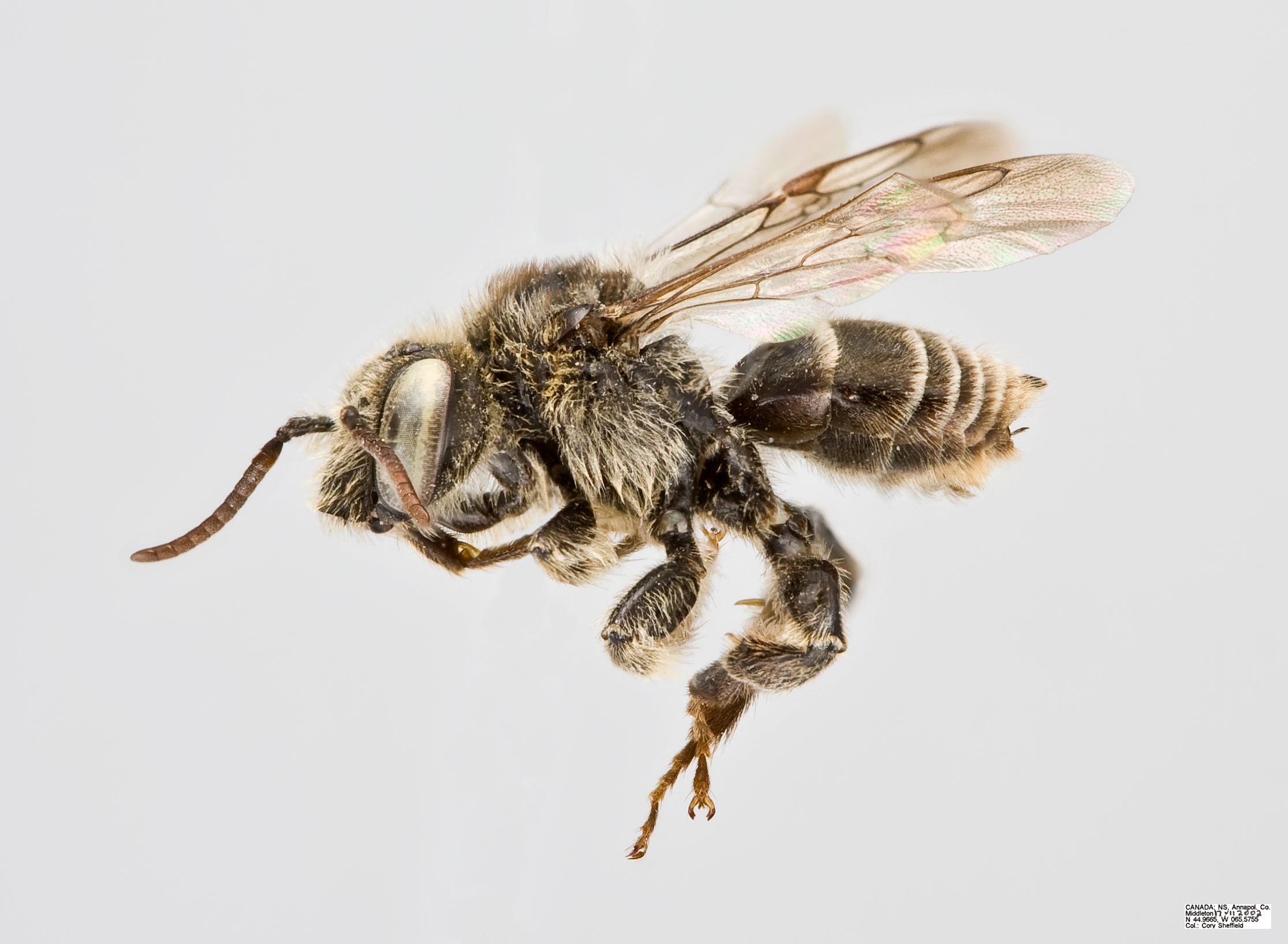
Epeoloides pilosulus macho

- Género Austroplebeia
- Género Friesella
- Género Frieseomellita
- Género Cephalotrigona
- Género Cleptotrigona
- Género Dactylurina
- Género Hypotrigona
- Género Kelneriapis
- Género Lestrimelitta
- Género Liotrigona
- Género Lisotrigona
- Género Melipona[2]
- Género Meliponorytes
- Género Meliponula
- Género Meliwillea
- Género Nannotrigona
- Género Nogueirapis
- Género Oxytrigona
- Género Paratrigona
- Género Pariotrigona
- Género Partamona
- Género Plebeia
- Género Plebeina
- Género Proplebeia
- Género Scaptotrigona
- Género Schwarzula[3]
- Género Trichotrigona
- Género Trigona
- Género Geotrigona
- Género Trigonisca

### TribuOsirini
- Género Epeoloides
- Género Osirinus
- Género Osiris
- Género Parepeolus
- Género Protosiris

### TribuProtepeolini
- Género Leiopodus
- Género Protepeolus

### TribuRhathymini
- Género Rhathymus

### TribuTapinotaspidini
- Género Arhysoceble
- Género Caenonomada
- Género Chalepogenus
- Género Monoeca
- Género Paratetrapedia
- Género Tapinotaspis
- Género Tapinotaspoides
- Género Trigonopedia

### TribuTetrapediini
- Género Coelioxoides
- Género Tetrapedia